# Herbert Enell
Herbert Olof Haraldsson Enell, född den 5 november 1916 i Stockholm, död den 28 maj 1992 i Helsingborg, var en svensk läkare. Han var son till Harald Enell.
Enell avlade studentexamen 1935, medicine kandidatexamen 1939 och medicine licentiatexamen vid Karolinska institutet 1945. Han var underläkare vid pediatriska avdelningen på Bodens garnisonssjukhus 1947–1949, underläkare vid Kronprinsessan Lovisas barnsjukhus 1949–1952 och lasarettsläkare vid pediatriska kliniken på Bodens garnisonssjukhus 1953–1959. Enell var bataljonsläkare vid Norrbottens regemente 1947, vid Bodens ingenjörkår 1947–1949, och regementsläkare 1953–1956. Han promoverades till medicine doktor 1955. Enell blev docent i pediatrik vid Göteborgs universitet 1960 och vid Lunds universitet 1964. Han var överläkare vid pediatriska avdelningen på Lidköpings lasarett 1959–1962 och vid medicinska barnkliniken på Helsingborgs lasarett 1962–1981. Enell publicerade skrifter i pediatrik, epidemiologi och socialmedicin. Han var en av initiativtagarna till Medicinhistoriska museet i Helsingborg. Enell blev riddare av Nordstjärneorden 1965. Han vilar på Vikens gamla kyrkogård.